# Pino Cerami
Pour les articles homonymes, voir Cerami (homonymie).
Ne doit pas être confondu avec Giuseppe Cerami (sénateur).
Giuseppe Cerami dit Pino Cerami, né le 28 avril 1922 à Misterbianco (Italie) et mort le 20 septembre 2014 à Lausprelle (Belgique), est un coureur cycliste belge d'origine italienne. Il fut naturalisé le 16 mars 1956.

## Biographie
Avec la crise des années 1920, ses parents décident de s’installer en Belgique et plus particulièrement à Montignies-sur-Sambre près de Charleroi.   
Pino Cerami se passionne très rapidement pour le sport cycliste. Sa carrière cycliste débute véritablement après la Deuxième Guerre mondiale. En 1946, il passe professionnel comme coureur indépendant. 
Au début des années 1950, Il atteint un excellent niveau se classant, en 1953, 2e du Tour de Lombardie et 3e du Tour de Belgique. En mars 1956, il obtient la nationalité belge et au cours de cette même année, il se marie avec Claire Grossen, couilletoise d'origine, avec qui il aura deux filles. C'est sous le drapeau belge qu’il remporte le Tour de Belgique en 1957. En 1958, il arrive dans les places d'honneur de compétitions en étant 2e de Paris-Bruxelles et Bordeaux-Paris. 
En 1960, il atteint le sommet de sa carrière à 38 ans en gagnant Paris-Roubaix et la Flèche Wallonne. En récompense de ses victoires, Il reçoit à l'hôtel de ville de Charleroi la plaquette d'honneur de la ville de Charleroi le 31 mai 1960. 
Il est ensuite sélectionné dans l'équipe belge aux championnats du monde de cyclisme sur route le 14 août 1960 à Sachsenring. Il y récolte une médaille de bronze derrière Rik Van Looy, leader de l'équipe belge, et le français André Darrigade.
En 1961, la Flèche Brabançonne et Paris-Bruxelles s'ajoutent à son palmarès.
En 1963,  il obtient la deuxième place de Liège-Bastogne-Liège derrière Frans Melckenbeeck et gagne la 9e étape du Tour de France ce qui en fait le vainqueur d'étape le plus âgé de l'après-guerre (41 ans et trois mois).
Depuis 1964, le Grand Prix Pino Cerami est organisé tous les ans en Belgique par des admirateurs du champion couilletois. L'itinéraire de cette course se situe habituellement dans la région Mons-Borinage.
Après sa retraite de cycliste professionnel, il tient un magasin de vélos à Couillet où il a habité une bonne partie de sa vie avant de s'installer dans ses dernières années à Gerpinnes. 

## Palmarès
- 1947
  - 3e de Courcelles-Mons-Courcelles
- 1948
  - 3e du Grand Prix de la ville de Zottegem
  - 7e du Tour de Lombardie
  - 8e du Critérium du Dauphiné libéré
  - 9e de la Flèche wallonne
- 1949
  - 3e du Grand Prix de la Famenne
  - 4e de la Flèche wallonne
  - 4e du Championnat de Zurich
  - 6e de Liège-Bastogne-Liège
- 1950
  - Champion du Hainaut
  - 2e du Grand Prix du Brabant wallon
  - 2e de Bruxelles-Luxembourg-Mondorf
  - 3e du Tour de Hesbaye
  - 3e du Grand Prix des Carrières
  - 9e de Paris-Bruxelles
- 1951
  - Tour du Doubs
  - 3e et 5e étapes du Tour de Belgique
  - 7e du Critérium du Dauphiné libéré
- 1952
  - 3e du Grand Prix de la ville de Zottegem
  - 4e du Tour de Suisse
- 1953
  - Flèche halloise
  - 2e du Tour de Lombardie
  - 3e du Tour de Belgique
  - 3e du Grand Prix de la ville de Zottegem
  - 10e du Tour de Suisse
- 1954
  - 12e et 13e étapes du Tour d'Europe
  - Grand Prix Beeckman-De Caluwé
  - 3e du Tour de Hesbaye
  - 3e de Roubaix-Huy
  - 10e de Liège-Bastogne-Liège
- 1955
  - 5e étape du Tour de l'Ouest
  - 2e du Prix national de clôture
  - 3e du Grand Prix de la ville de Zottegem
  - 2e de la Flèche halloise
- 1956
  - 2e du Tour du Brabant
  - 2e du Grand Prix des Carrières
  - 7e de Liège-Bastogne-Liège
  - 10e de la Flèche wallonne
- 1957
  - Tour de Belgique :
    - Classement général
    - 1re étape

  - 2e du Circuit Het Volk
  - 2e de la Nokere Koerse
  - 7e de Paris-Bruxelles
- 1958
  - 2e étape du Tour de Picardie
  - 2e de Paris-Bruxelles
  - 2e du Tour de Romandie
  - 2e de Bordeaux-Paris
  - 3e d'Anvers-Ougrée
  - 3e du Trophée de Flandre
  - 3e du Grand Prix des Ardennes
  - 6e du Tour de Lombardie
  - 8e du Tour des Flandres
- 1959
  - 3e étape du Tour de Luxembourg
  - Grand Prix de la Famenne
  - 3e du Tour de Luxembourg
  - 7e de Bordeaux-Paris
- 1960
  - Paris-Roubaix
  - Flèche wallonne
  - 2e d'Anvers-Ougrée
  - 2e du Super Prestige Pernod
  -  Médaillé de bronze du championnat du monde sur route
  - 5e de Bordeaux-Paris
- 1961
  - Flèche brabançonne
  - Anvers-Ougrée
  - Paris-Bruxelles
  - 3e de l'Étoile du Léon
  - 8e de Bordeaux-Paris
- 1962
  - Champion du Hainaut
  - Anvers-Ougrée
  - Grand Prix de la Basse-Sambre
  - 2e de la Flèche wallonne
- 1963
  - 9e étape du Tour de France
  - 2e du Trophée Stan Ockers
  - 2e de Liège-Bastogne-Liège
  - 2e du Week-end ardennais
  - 6e de la Flèche wallonne

## Résultats sur les grands tours

### Tour de France
Pino Cerami est le vainqueur d'étapes le plus âgé du Tour de France.
- 1949 : éliminé (4e étape)
- 1957 : 35e
- 1958 : abandon (21e étape)
- 1962 : 81e
- 1963 : abandon (17e étape), vainqueur de la 9e étape

### Tour d'Italie
- 1949 : 24e
- 1950 : abandon
- 1956 : abandon (18e étape)

## Distinctions
- Officier du Mérite wallon (O.M.W.) en 2014[6],[7]